# Karl Fugger
Karl Fugger (Augsburg, 1543 - Bonn, 1580), was vrijheer van Kirchberg en Weißenhorn. Tijdens de Tachtigjarige Oorlog was hij in de rang van kolonel in dienst van het leger van Vlaanderen.

## Biografie
Fugger, lid van de koopmansfamilie Fugger, was een zoon van Johan Jakob Fugger en Ursula van Harrach. Hij was getrouwd met Anna Starkh. Hij deed dienst aan het hof van Filips II van Spanje. Fugger trad daarna net als zijn jongere broer Ferdinand in dienst van het leger van Vlaanderen als kolonel onder Fréderic Perrenot. In 1576 was hij samen met de kolonels Nicolas Pollweiler en Georg Fronsberg in dienst te Antwerpen, waar op dat moment de Spaanse Furie losbarstte en de Waalse vendels zich aansloten bij de muiters. Na de Pacificatie van Gent op 8 november 1576 kregen alle muiters amnestie. Tijdens de inname van de Citadel van Antwerpen bevond Fugger zich op Citadel van Antwerpen maar hij werd op 2 augustus 1577 de stad uitgejaagd door Filips de Zoete en zijn watergeuzen. Fugger werd daarna door Champagney gevangengenomen tijdens de inname van Bergen op Zoom. Hij werd te Brussel in het Broodhuis gevangengezet en later overgebracht naar het fort Rammekens in Zeeland. In april 1579 werd hij uitgewisseld tegen Arend van Dorp, die gevangenen genomen was door Alexander Farnese.